# Typhochrestinus titulifer
Typhochrestinus titulifer là một loài nhện trong họ Linyphiidae.
Loài này thuộc chi Typhochrestinus. Typhochrestinus titulifer được Kirill Yuryevich Eskov miêu tả năm 1990.